# بالافولس
بلدية بالافولس (بالكاتالانية: Palafolls) هي إحدى بلديات مقاطعة برشلونة، والتي تقع في منطقة كاتالونيا، شرق إسبانيا.
يبلغ عدد سكانها 8.061 نسمة وفقاً لإحصائية سنة (2007).